# Indianapolis 500 2005
Indianapolis 500 2005 var ett race som kördes den 29 maj 2005 på Indianapolis Motor Speedway, vilket var tävlingens 89:e årgång. Britten Dan Wheldon vann,  vilket var den första segern för en brittisk förare i tävlingen sedan Graham Hills triumf 1966.

## Tävlingen
Racet hade ett större intresse än tidigare årgångar, då den kvinnliga föraren Danica Patrick slog igenom, och ledde tävlingen under en period, samt blev fyra totalt, vilket var den bästa placeringen en kvinnlig förare hade tagit i Indy 500 någonsin. Paul Dana och Buddy Rice skadade sig i krascher under träningskörning, och för 2004 års vinnare Rice omöjliggjorde det ett titelförsvar. Jimmy Kite ersatte Dana, medan Kenny Bräck gjorde comeback efter en krasch på Texas Motor Speedway i oktober 2003, och ersatte Rice. Bräck satte snabbaste kvaltid, men de första positionerna bestämdes i enlighet med reglerna redan innan Bräck anmäldes, vilket innebar en 23:e plats för 1999 års vinnare. Även Bruno Junqueira skadade sig under tävlingen med en allvarlig hjärnskakning och skador på ryggkotorna. Han skulle bli fullt återställd. 
Tony Kanaan tog pole position med en snittfart på 227,566 mph (366,15 km/h). Wheldon tog ledningen, sedan Patrick tvingats spara bränsle mot slutet av tävlingen. Wheldon höll sedan ledningen in i mål före Vitor Meira och tog sin tredje raka seger i IndyCar Series under säsongen 2005.

## Startgrid
| Plats | Förare             | Team                     | Fart (mph) |
| ----- | ------------------ | ------------------------ | ---------- |
| 1     | Tony Kanaan        | Andretti Green Racing    | 227.566    |
| 2     | Sam Hornish Jr.    | Marlboro Team Penske     | 227.273    |
| 3     | Scott Sharp        | Fernández Racing         | 227.126    |
| 4     | Danica Patrick     | Rahal Letterman Racing   | 227.004    |
| 5     | Hélio Castroneves  | Marlboro Team Penske     | 226.927    |
| 6     | Dario Franchitti   | Andretti Green Racing    | 226.873    |
| 7     | Vitor Meira        | Rahal Letterman Racing   | 226.848    |
| 8     | Kosuke Matsuura    | Fernández Racing         | 226.397    |
| 9     | Buddy Lazier       | Panther Racing           | 226.353    |
| 10    | Tomáš Enge         | Panther Racing           | 226.107    |
| 11    | Tomas Scheckter    | Panther Racing           | 226.031    |
| 12    | Bruno Junqueira    | Newman/Haas Racing       | 225.704    |
| 13    | Scott Dixon        | Chip Ganassi Racing      | 225.215    |
| 14    | Adrián Fernández   | Fernández Racing         | 225.120    |
| 15    | Sébastien Bourdais | Newman/Haas Racing       | 224.955    |
| 16    | Dan Wheldon        | Andretti Green Racing    | 224.308    |
| 17    | Roger Yasukawa     | Dreyer & Reinbold Racing | 224.131    |
| 18    | Bryan Herta        | Andretti Green Racing    | 223.972    |
| 19    | Darren Manning     | Chip Ganassi Racing      | 223.942    |
| 20    | Richie Hearn       | Sam Schmidt Motorsports  | 222.707    |
| 21    | Jeff Bucknum       | Dreyer & Reinbold Racing | 221.521    |
| 22    | Alex Barron        | Cheever Racing           | 221.053    |
| 23    | Kenny Bräck        | Rahal Letterman Racing   | 227.598    |
| 24    | Ryan Briscoe       | Chip Ganassi Racing      | 224.083    |
| 25    | Patrick Carpentier | Cheever Racing           | 222.803    |
| 26    | Ed Carpenter       | Vision Racing            | 221.439    |
| 27    | Jaques Lazier      | Playa Del Racing         | 221.228    |
| 28    | A.J. Foyt IV       | A.J. Foyt Enterprises    | 220.442    |
| 29    | Marty Roth         | Roth Racing              | 219.497    |
| 30    | Larry Foyt         | A.J. Foyt Enterprises    | 219.396    |
| 31    | Jeff Ward          | Vision Racing            | 218.714    |
| 32    | Jimmy Kite         | Hemelgarn Racing         | 218.565    |
| 33    | Felipe Giaffone    | A.J. Foyt Enterprises    | 217.645    |

Följande förare missade att kvalificera sig
- Arie Luyendyk Jr.
- Paul Dana (skadad)
- Buddy Rice (skadad)
- Scott Mayer

## Resultat
| Plats | Förare             | Team                     | Grid |
| ----- | ------------------ | ------------------------ | ---- |
| 1     | Dan Wheldon        | Andretti Green Racing    | 16   |
| 2     | Vitor Meira        | Rahal Letterman Racing   | 7    |
| 3     | Bryan Herta        | Andretti Green Racing    | 18   |
| 4     | Danica Patrick     | Rahal Letterman Racing   | 4    |
| 5     | Buddy Lazier       | Panther Racing           | 9    |
| 6     | Dario Franchitti   | Andretti Green Racing    | 6    |
| 7     | Scott Sharp        | Fernández Racing         | 3    |
| 8     | Tony Kanaan        | Andretti Green Racing    | 1    |
| 9     | Hélio Castroneves  | Marlboro Team Penske     | 5    |
| 10    | Ryan Briscoe       | Chip Ganassi Racing      | 24   |
| 11    | Ed Carpenter       | Vision Racing            | 26   |
| 12    | Sébastien Bourdais | Newman/Haas Racing       | 15   |
| 13    | Alex Barron        | Cheever Racing           | 22   |
| 14    | Adrián Fernández   | Fernández Racing         | 14   |
| 15    | Felipe Giaffone    | A.J. Foyt Enterprises    | 33   |
| 16    | Jaques Lazier      | Playa Del Racing         | 27   |
| bröt  | Kosuke Matsuura    | Fernández Racing         | 8    |
| bröt  | Roger Yasukawa     | Dreyer & Reinbold Racing | 17   |
| bröt  | Tomáš Enge         | Panther Racing           | 10   |
| bröt  | Tomas Scheckter    | Panther Racing           | 11   |
| bröt  | Patrick Carpentier | Cheever Racing           | 25   |
| bröt  | Jeff Bucknum       | Dreyer & Reinbold Racing | 21   |
| bröt  | Sam Hornish Jr.    | Marlboro Team Penske     | 2    |
| bröt  | Scott Dixon        | Chip Ganassi Racing      | 13   |
| bröt  | Richie Hearn       | Sam Schmidt Motorsports  | 20   |
| bröt  | Kenny Bräck        | Rahal Letterman Racing   | 23   |
| bröt  | Jeff Ward          | Vision Racing            | 31   |
| bröt  | A.J. Foyt IV       | A.J. Foyt Enterprises    | 28   |
| bröt  | Darren Manning     | Chip Ganassi Racing      | 19   |
| bröt  | Bruno Junqueira    | Newman/Haas Racing       | 12   |
| bröt  | Marty Roth         | Roth Racing              | 29   |
| bröt  | Jimmy Kite         | Hemelgarn Racing         | 32   |
| bröt  | Larry Foyt         | A.J. Foyt Enterprises    | 30   |

Följande förare missade att kvalificera sig
- Arie Luyendyk Jr.
- Paul Dana (skadad)
- Buddy Rice (skadad)
- Scott Mayer